# Génelard
 Génelard  es una población y comuna francesa, en la región de Borgoña, departamento de Saona y Loira, en el distrito de Charolles y cantón de Toulon-sur-Arroux.

## Demografía
| 1625 | 1909 | 2038 | 2068 | 1868 | 1582 |
| Para los censos de 1962 a 1999 la población legal corresponde a la población sin duplicidades (Fuente: INSEE [Consultar]) |      |      |      |      |      |